# Impuls sexual
L'impuls sexual és una atracció que sentim i tenim tant animals racionals com no racionals, amb una finalitat reproductiva o de plaer immediat, amb afecte o sense.
L'impuls sexual és innat i reflex, és a dir, és un acte no pensat del sistema nerviós. Però, quan se sent aquest impuls intervenen factors biològics, socioculturals i psicològics. Els factors biològics que intervenen en els homes són el nivell d'hormones sexuals masculines anomenades andrògenes, les quals inclouen la testosterona, l'androsterona i la androstendiona. En les dones intervenen les hormones sexuals femenines anomenades estrògens, produïdes principalment pels ovaris. Això no obstant, en l'impuls sexuals de les dones també hi trobem petites quantitats d'andrògens. Els factors socioculturals que intervenen pot ser la religió, l'ètica, la moral, la cultura... Els factors psicològics són aquells com l'estat d'ànim, la personalitat...

## Impuls sexual en els animals no racionals
En els animals no racionals es parla més d'instint sexual irracional que d'impuls, perquè cada espècie té una pauta establerta.
Aquest instint és innat i no és afectat per factors socioculturals ni psicològics. Així doncs, cada espècies es veu influenciada per les seves lleis biològiques i farà l'aparellament en un període determinat.

## Impuls sexual en els éssers humans
La sexualitat comença des del naixement i es va desenvolupant al llarg de la vida. Diferents psicoanalistes han realitzat estudis sobre la sexualitat i en podem destacar Sigmund Freud.
Freud en una de les seves etapes del desenvolupament psicosexual, concretament l'etapa fàl·lica entre els quatre i sis anys, és quan apareix l'impuls sexual. Els infants aconsegueixen el plaer mitjançant la masturbació dels seus genitals. En aquesta etapa, Freud diferència el comportament entre nens i nenes, on destaca el Complex d'Edip, en el nen, i el Complex d'Electra, en la nena. Els infants, segons l'esmentat psicoanalista, se senten atrets pel progenitor contrari al seu sexe.
L'impuls sexual en l'espècie humana pot ser una atracció sexual cap a una persona del mateix sexe o del contrari. Aquest impuls es rep a la ment i als genitals i es produeixen diferents canvis en el cos, com ara l'erecció del penis en el sexe masculí i la lubricació de la vagina en el femení, entre d'altres. A partir dels 50 anys aproximadament, per problemes de salut o d'estrès, pot provocar problemes d'erecció en els homes i la pèrdua de la menstruació en les dones. Pel que fa a les dones, la pèrdua de menstruació els pot provocar perdre l'interès pel sexe, ja que disminueix els nivells d'estrògens, es tornen més primes les parets de la vagina provocant així, relacions sexuals doloroses.
A diferència en els animals, l'instint de la persona no és sempre pur. Gràcies a les capacitats i aprenentatge social que es rep al llarg de la vida, quan apareix l'impuls sexual, l'humà és capaç de controlar-lo, ja que estan regits per una cultura, unes raons, una moral, una ètica...
En els humans l'impuls sexual cap a una altra persona pot derivar a l'enamorament. Això significa que la relació entre dos membres pot iniciar-se a partir d'aquest primer impuls sexual.
L'humà, tal com hem esmentat, pot sentir un impuls sexual cap a una persona del mateix sexe o del contrari. Les persones que són atretes per individus del mateix sexe són anomenades homosexuals i les persones atretes pels dos sexes són bisexuals. Els heterosexuals són aquells atrets per les persones del sexe contrari.